# Фридрих I фон Райфершайд-Бедбург
Фридрих I фон Райфершайд-Бедбург (на немски: Friedrich I von Reifferscheid-Bedburg/Bedbur; * пр. 1225; † сл. 1247/пр. 10 септември 1250) от фамилията Райфершайд (източно от Хелентал в Айфел), е господар на Бедбург. Фамилията Райфершайд е странична линия на Залмски род (Дом Салм) и вероятно на графовете фон Лимбург.

## Произход и наследство
Той е син на Герхард фон Райфершайд († сл. 1198) и съпругата му Беатрикс фон Хуншайд († сл. 1241). Племенник е на Филип I († сл. 1202), господар на Вилденберг.
През 1416 г. господарите фон Райфершайд наследяват Нидер-салмската линия на графовете фон Салм и се наричат веднага фон Салм-Райфершайд.

## Фамилия
Фридрих I фон Райфершайд-Бедбург се жени за фон Цвайбрюкен († 31 декември 1259) от род Валрамиди, дъщеря на граф Хайнрих I фон Цвайбрюкен († 1228) и принцеса Хедвиг фон Лотарингия-Бич († сл. 1228), дъщеря на херцог Фридрих I от Лотарингия († 1207) и Людмила от Полша († 1223). Те имат децата:
- Хайнрих I фон Райфершайд († 1281), женен за Агнес фон Куик († сл. 1282)
- Йохан I фон Райфершайд-Бедбург (* ок. 1250; † 25 април 1254), женен за Юта фон Изенбург-Кемпених († сл. 1278)
- Юта († сл. 1226), монахиня вер. в Меер